# Biebersteinia multifida
Biebersteinia multifida är en tvåhjärtbladig växtart som beskrevs av Dc.. Biebersteinia multifida ingår i släktet Biebersteinia och familjen Biebersteiniaceae. Inga underarter finns listade i Catalogue of Life.